# إريك دي لا سيردا
إريك دي لا سيردا (بالإنجليزية: Eric De La Cerda)‏ هو لاعب كرة قدم أمريكي في مركز حراسة المرمى، ولد في 25 يونيو 2001 في غيلروي في الولايات المتحدة. لعب مع نادي رينو 1868.